# Giancarlo Stanton
Giancarlo Cruz-Michael Stanton (8 november 1989) is een Amerikaans honkbalspeler voor de New York Yankees in de Major League Baseball. Hij speelt doorgaans als aangewezen slagman of als buitenvelder. Hij maakte in 2010 zijn debuut in de MLB voor de (sinds 2012 Miami Marlins geheten) Florida Marlins en speelt sinds 2018 voor de New York Yankees. Stanton staat met zijn lengte van 1,98 en gewicht van 111 kg bekend om zijn fysieke kracht.

## Carrière

### Draft enMinor League
Stanton werd in de Major League Baseball-draft van 2007 geselecteerd door de Marlins met de 76e keuze. Hij ontving bij het tekenen van zijn contract een tekenbonus van $475.000.

### Florida / Miami Marlins
Op 8 juni 2010 maakte Stanton zijn debuut in de MLB voor de Florida Marlins. Met zijn 20 jaar en 212 dagen was hij de op twee na jongste Marlins speler ooit in de MLB. Op het moment dat Stanton debuteerde was hij één van de meest veelbelovende prospects in het honkbal. Stephen Strasburg debuteerde op dezelfde dag, en overschaduwde het debuut van Stanton enigszins.

#### 2017
Op 17 november 2017 tekende Stanton een contractverlenging bij de Marlins. Het contract, met een duur van 13 jaar en een totale waarde van $325 miljoen dollar, was destijds het grootste contract (in absolute dollars) dat ooit door een Amerikaanse atleet werd getekend.

## Privé
Tijdens zijn honkbalcarrière op de middelbare school, minor leagues en tijdens zijn eerste twee jaar in de MLB stond Giancarlo Stanton bekend als Mike Stanton. Omdat mensen zijn naam vaak niet goed uit spraken, koos Stanton er op jonge leeftijd voor om zichzelf Mike te (laten) noemen. Na een vakantie in Europa na het seizoen 2011, waar hij vaak de naam Giancarlo en vergelijkbare namen hoorde, koos hij ervoor om zichzelf weer Giancarlo te (laten) noemen.